# Marino Parisotto
Marino Parisotto Vay, comunemente noto come Marino Parisotto (Sudbury, 8 dicembre 1962 – Milano, 17 novembre 2022), è stato un fotografo italiano di moda e di ritratti.

## Biografia

### Gioventù
Marino Parisotto nasce da genitori italiani a Sudbury, in Canada. Dopo il rientro della famiglia in Italia, frequenta le scuole in Lombardia, pur rimanendo molto legato al Veneto, regione di origine della sua famiglia. Studia Economia e Commercio all'Università Cattolica del Sacro Cuore di Milano.
Già affascinato dal mondo della moda, entra nei ranghi della prestigiosa agenzia di moda Fashion Models, sfilando per marchi prestigiosi come Gianfranco Ferré e diventando il volto dello stilista Gian Marco Venturi. Ben presto riconosciuto a livello internazionale, la sua carriera iniziale lo porta fino in Giappone.
Con una laurea in economia, approfitta della sua fama di modello per fondare, insieme a un compagno di studi, un'agenzia pubblicitaria che si occupa esclusivamente di marchi di moda e bellezza, chiamata Le Officine Creative, dove ricopre il ruolo di direttore artistico.

### Gli inizi
Ben presto i suoi impulsi creativi lo spingono a decidere di prendere in mano la macchina fotografica per alcuni clienti che si fidano di lui. Dopo una prima serie in Marocco, raggiunge una fama quasi immediata con una serie importante negli Stati Uniti per il marchio di jeans POP84, con protagonista la allora sconosciuta futura top model Shana Zadrick. La foto scelta per la campagna di affissione è così sensuale che ben presto i manifesti scompaiono uno dopo l'altro, rubati ogni notte da amanti del cliché. Il fenomeno è tale che alcuni quotidiani italiani riportano la notizia. Il libro, nato come brochure pubblicitaria, è presto pubblicato come libro d'arte e venduto con il titolo "Bella da Strappare". È il primo successo pubblico del fotografo.
Photo, la rivista francese di fotografia più venduta al mondo e punto di riferimento del settore, scopre gli articoli della stampa e si entusiasma per questo giovane fotografo, fino ad allora totalmente sconosciuto. La sua carriera francese è lanciata. Ben presto firma per il grande couturier Hubert de Givenchy, che gli affida la direzione artistica delle sue ultime due campagne, prima di ritirarsi nel 1995 a favore di John Galliano.
In Italia, il marchio tedesco di cosmetici Wella gli commissiona un vero e proprio libro d'arte in bianco e nero in cui "angeli neri" e "angeli bianchi" si muovono su una spiaggia deserta di Miami, esprimendo la sua visione del mondo, della vita, dell'amore, della spiritualità e, soprattutto, la sua visione di uomo che è allo stesso tempo sedotto, affascinato e intimidito dall'immagine e dall'anima delle donne. Questa serie sarà oggetto della sua prima grande mostra a Parigi, sponsorizzata dal laboratorio Publimod.
I progetti si susseguono presto tra Francia e Italia. "Black & White Angels" diventa un punto di riferimento, influenzando altri grandi nomi della fotografia di moda, come Peter Lindbergh, che riprende il concetto con i suoi angeli che si muovono per le strade di New York. Un anno dopo, Marino Parisotto risponde, sempre sotto l'egida di Wella, pubblicando il libro "Sky over New York", in cui le sue essenze divine sorvolano la Grande Mela per esprimere il loro amore e la loro compassione per il genere umano. Questo libro, venduto in tutte le principali librerie del mondo, sarà presto esaurito.
Giorgio Armani gli chiede di esprimersi su una trentina di pagine, tra cui la copertina del suo prestigioso Emporio Armani Magazine. Per questa serie, Parisotto decide di reinventare il mito del volo di Icaro. La foto di copertina è così notevole che il couturier decide di esporla sul famoso "muro Armani" di via Broletto a Milano, che si estende per tutta l'altezza dell'edificio di otto piani che ospita la casa di moda.

### Fotografo di lingerie
Il marchio di lingerie La Perla gli dà carta bianca per reinventare il messaggio del marchio in un momento in cui il porno-chic stava facendo un ritorno folgorante nell'immaginario della moda. Per La Perla, Parisotto realizza campagne pubblicitarie internazionali e libri prestigiosi, rivelando il suo acuto senso di come mettere in mostra il corpo femminile, con scatti sempre più sensuali che non scadono mai nel sessuale.
Affina il suo stile caratteristico, con silfidi evanescenti e gambe arrogantemente lunghe, che una nuova generazione di fotografi, per i quali diventa un punto di riferimento, cerca di copiare. Il suo stile è definito da scatti spesso in bianco e nero, in ambienti naturali grandiosi, di solito supportati da un'illuminazione cinematografica. Le sue fotografie si concentrano sull'azione e sul potere della seduzione.
La maggior parte delle foto che realizza per il marchio sono pubblicate in libri d'arte, di cui limita deliberatamente il numero di copie, che vanno a ruba nelle librerie. Il suo libro "Senso" (1997), con una tiratura di diecimila copie, è distribuito da Fnac attraverso la sua rete internazionale e va esaurito in meno di sei mesi. La campagna pubblicitaria americana di La Perla, basata su uno dei cliché più sensuali del libro, suscita scalpore; alcune riviste si rifiutano di pubblicarla perché "politicamente scorretta".
Sempre più disinibito nel suo storytelling, Parisotto firma la sua ultima collaborazione con il marchio con una serie che si svolge nei sedili posteriori delle limousine, battezzata "Backseat". Donne e belle auto, un tema ricorrente nel suo lavoro fotografico, lo portano sulla copertina della rivista Playboy con la top model Adriana Karembeu.
Il marchio austriaco Wolford, a seguito della morte del suo storico fotografo Helmut Newton nel 2004, vede in Marino Parisotto un degno discendente del grande maestro e gli chiede di seguire le sue orme, invitandolo ad essere ancora più trasgressivo di quanto non fosse stato per La Perla. Fino ad allora più romantico nel suo messaggio, il fotografo esplora una nuova sfaccettatura della sensualità, in uno studio sempre attuale dell'animo umano.

### Una reputazione internazionale
Allo stesso tempo, Parisotto firma molte campagne pubblicitarie a livello mondiale che lo consacrano come un protagonista di questa professione.
Iceberg gli offre la sua prima campagna di profumi, dove si cimenta anche nella regia, il film pubblicitario.
Rochas punta sul suo talento per sostenere il lancio mondiale della sua nuova fragranza Alchimie. Soddisfatto di questa prima collaborazione, il marchio si rivolgerà a lui anche per rilanciare una vecchia fragranza, Toquade.
L'azienda produttrice di cristalli Baccarat si affida a lui per dirigere l'ambiziosa campagna pubblicitaria del 1998, straordinariamente onirica e tecnicamente complessa, in un'epoca in cui le immagini erano ancora prodotte senza effetti digitali. L'azzardo fu ripagato: lo spot, creato dall'agenzia pubblicitaria Les Ouvriers du Paradis, vinse quell'anno il primo premio del Club des Directeurs Artistiques.
Swatch, Mikimoto, Rémy Martin, Roberto Cavalli, Enrico Coveri, Sergio Rossi, Bergdorf Goodman, Swarovski, Corneliani, Rocco Barocco, Carte Noire, Oenobiol, Mitsubishi, FIAT e molte altre grandi aziende si affidano al suo talento.

### Fotografo di calendari
Il marchio di caffè Lavazza gli affida la creazione del calendario del 1998, con dodici immagini che evocano sensualità, forza e passione. Tra i modelli e le modelle di queste immagini ormai famose ci sono Scott Benoit e Leticia Herrera.
Da quel momento in poi Parisotto viene riconosciuto come uno dei grandi fotografi del suo genere e continua a produrre calendari per numerosi enti italiani, tra cui Miss Italia in diverse occasioni. Campari gli chiede di realizzare il suo calendario 2008, con la star del cinema americano Eva Mendes; ambientato su una spiaggia in Toscana, fra i tanti scatti la modella latina posa nelle vesti di Cappuccetto Rosso insieme ad un vero lupo.
Viene contattato dal magnate dei media russo Sergey Rodionov nella creazione del calendario NU AGE, la cui musa quell'anno era la moglie del magnate dei media, l'attrice e modella Olga Rodianova.

### Fotografo di celebrità
La Francia è il primo paese a considerarlo un "fotografo di celebrità". La rivista Femme gli offre la possibilità di scattare una serie in una carrozza originale del leggendario treno Orient Express, con la cantante Patricia Kaas.
La rivista Photo chiede poi a Marino Parisotto di lavorare con l'enigmatica star francese Mylène Farmer. Questo primo servizio fotografico sui tetti di Parigi, realizzato con abiti del Museo Thierry Mugler, segna l'inizio di una collaborazione a lungo termine, con le copertine dell'album "Innamoramento", dei singoli "Je te rends mon amour" e "L'Âme-stram-gram" e del manifesto del "Mylenium Tour”.
Principalmente per la rivista Max, fotografa numerose attrici italiane.
Fotografa top model e star internazionali come Hugh Grant, Daniel Day Lewis, Eva Green, Michael Fassbender, Klaus Maria Brandauer, Udo Kier, Karen Mulder, Laetitia Casta, Victoria Silvstedt, Rachel Roberts, Janice Dickinson, Tereza Maxová e molti altri.

## Stile e tecnica fotografica
Marino Parisotto ha sviluppato uno stile fotografico riconoscibile, caratterizzato da una meticolosa attenzione alla 
luce, ai contrasti e alla composizione fotografica. Scattava esclusivamente in fotografia analogica, evitando qualsiasi intervento di post-produzione digitale. La scelta del rullino fotografico era un elemento fondamentale del suo processo creativo: prediligeva pellicole da 35 mm con colorazioni che spaziavano dal bianco e nero al seppia, fino a tonalità più intense.
Uno dei tratti distintivi del suo lavoro è l'uso della luce naturale, spesso combinata con luci artificiali continue di ispirazione cinematografica. Molti scatti venivano esaltati in controluce. Questa tecnica gli permetteva di creare atmosfere suggestive e di esaltare la tridimensionalità dei soggetti. I grandi spazi naturali, come deserti, spiagge e mari, erano scenari ricorrenti nelle sue fotografie, che sfruttava come "tele bianche" su cui comporre immagini ricche di dinamismo ed energia.
Parisotto si ispirava alla scultura classica, in particolare alla Grecia antica, cercando nelle sue opere proporzioni perfette e armonia estetica. Questa influenza si riflette in molti dei suoi scatti in bianco e nero, che enfatizzano il corpo umano come oggetto di forza e bellezza. Le sue immagini, spesso focalizzate su nudi artistici maschili e femminili, si collocano al confine tra fotografia glamour e arte, esplorando il tema della seduzione con un approccio che alterna eleganza e provocazione.
L'estetica di Parisotto è fortemente legata agli anni 1990, un periodo in cui la fotografia era influenzata da contrasti visivi e sperimentazioni culturali. Con il bianco e nero, Parisotto neutralizzava l'aspetto puramente commerciale della foto, conferendo maggiore profondità e realismo alle sue creazioni. Gli scatti a colori di Marino Parisotto, invece, richiamano l'uso sapiente dei colori del pittore Caravaggio. L'uso drammatico dei contrasti e della luce serve a esaltare l'intensità emotiva e la tridimensionalità dei soggetti, la predilezione delle tonalità profonde e saturazioni intense, con colori scuri e terrosi, trasmettono forza e vitalità, creando un dialogo visivo tra corpo e ambiente.

## Riconoscimenti
- Parisotto ha ricevuto due premi d'oro per la fotografia dall'International Art Directors Club.[11]
- Nel 2002 Parisotto ha ottenuto l'American Award of Photography per il servizio fotografico Badtime stories realizzato per la rivista Vibe.
- Il 17 febbraio 2024 è stata apposta in sua memoria una piastrella commemorativa sul Muretto delle Piastrelle di Albenga.

## Libri[12]
- Bella da Strappare, 1993
- Black & White Angels, 1994
- domani, 1994
- Sky over New York, 1995
- Soviet, 1995
- Senso, 1997
- La Perla Tropico, 1998
- La Perla Swing, 1998
- Backseat, 1999
- La Perla Lanzarote, 1999
- La Perla Mare, 2000
- Excess, 2002
- La Perla. Idoli, 2011

## Esposizioni
- Angeli in bianco e nero - Parigi 1993
- Soviet Crazy Nights - Bar Fly - Parigi 1995
- Excess - Mandala Ray - Parigi 2002
- La Perla - la Rinascente Milano 2010
- Milano PhotoWeek e Photofestival - 2019
- Marino Parisotto Personal Best - Milano 2024 (organizzata da Archivio Marino Parisotto)
- Archivio Marino Parisotto x Gianni Di Muro Atelier - Alassio 2024 (organizzata da Archivio Marino Parisotto)